# Minnesota Wild 2010/2011
Minnesota Wild ve své 11.sezoně v NHL nepostoupily do Play-off. V Severozápadní divizi skončili Wild na 3. místě a v Západní konferenci se spokojili s 12. místem. V sezoně si připsali celkově 86 bodů, za 39 vítězství, 35 proher a 8 proher v prodloužení nebo nájezdech.

## Přípravné zápasy
Vysvětlivky: #-Pořadí zápasů, Pr-Prodloužení, Na-Nájezdy
| # | Datum                             | Domácí                | Výsledek | Hosté                 | Pr | Návštěvnost | Rekapitulace |
| - | --------------------------------- | --------------------- | -------- | --------------------- | -- | ----------- | ------------ |
| 1 | 22. září 2010                     | Minnesota Wild        | 1:5      | St. Louis Blues       |    | 16,219      |              |
| 2 | 24. září 2010                     | St. Louis Blues       | 5:0      | Minnesota Wild        |    | 11,525      |              |
| 3 | 25. září 2010                     | Minnesota Wild        | 2:3      | Philadelphia Flyers   | Na | 16,742      |              |
| 4 | 26. září 2010                     | Montreal Canadiens    | 4:3      | Minnesota Wild        |    | 21,273      |              |
| 5 | 28. září 2010                     | Columbus Blue Jackets | 3:2      | Minnesota Wild        | Na | 10,268      |              |
| 6 | 30. září 2010                     | Minnesota Wild        | 2:4      | Columbus Blue Jackets |    | 15,554      |              |
| 7 | 4. října 2010 (v Tampere, Finsko) | Ilves Tampere         | 1:5      | Minnesota Wild        |    |             |              |

## Základní část
Vysvětlivky: #-Pořadí zápasů, Pr-Prodloužení, Na-Nájezdy
| #  | Datum                                | Domácí                | Výsledek | Hosté                 | Pr | Návštěvnost | Rekapitulace |
| -- | ------------------------------------ | --------------------- | -------- | --------------------- | -- | ----------- | ------------ |
| 1  | 7. října 2010 (v Helsinkách, Finsko) | Minnesota Wild        | 3:4      | Carolina Hurricanes   |    | 12,355      |              |
| 2  | 8. října 2010 (v Helsinkách, Finsko) | Carolina Hurricanes   | 2:1      | Minnesota Wild        | Na | 13,465      |              |
| 3  | 14. října 2010                       | Minnesota Wild        | 4:2      | Edmonton Oilers       |    | 18,449      |              |
| 4  | 16. října 2010                       | Minnesota Wild        | 2:3      | Columbus Blue Jackets |    | 17,336      |              |
| 5  | 19. října 2010                       | Minnesota Wild        | 6:2      | Vancouver Canucks     |    | 16,806      |              |
| 6  | 21. října 2010                       | Edmonton Oilers       | 2:4      | Minnesota Wild        |    | 16,839      |              |
| 7  | 22. října 2010                       | Vancouver Canucks     | 1:5      | Minnesota Wild        |    | 18,860      |              |
| 8  | 25. října 2010                       | Minnesota Wild        | 2:3      | Los Angeles Kings     | Pr | 17,094      |              |
| 9  | 28. října 2010                       | Minnesota Wild        | 2:1      | Washington Capitals   |    | 17,352      |              |
| 10 | 30. října 2010                       | Minnesota Wild        | 1:3      | Chicago Blackhawks    |    | 18,376      |              |
| 11 | 2. listopadu 2010                    | Minnesota Wild        | 1:0      | San Jose Sharks       |    | 16,502      |              |
| 12 | 5. listopadu 2010                    | Minnesota Wild        | 3:1      | Calgary Flames        |    | 17,124      |              |
| 13 | 6. října 2010                        | Columbus Blue Jackets | 1:2      | Minnesota Wild        |    | 13,457      |              |